# Jean-Joël Barbier
Jean-Joël Barbier (Belfort (Franc Comtat), 25 de març del 1920 - París, 1 de juny del 1994) va ser un pianista i escriptor francès.

## Biografia
Comença a estudiar literatura (llicenciatura en lletres clàssiques -grec i llatí-), alhora que també iniciava una formació musical en piano. Estudià amb dues deixebles de Blanca Selva, Louise Terrier i Libuše Novák, aquesta segona col·laboradora principal de la famosa pianista. També tingué de professor de piano Lazare Lévy (1882-1964), però la guerra acabà estroncant-li els estudis.
Posteriorment es dedicà a la literatura, i publicà novel·les i un Diccionari de músics francesos. Igualment, col·laborà amb La Revue musicale. Es prodigà com a pianista, interpretant i gravant sobretot compositors francesos: Debussy, Chabrier, Déodat de Séverac, però també enregistrà el català Isaac Albèniz i l'alemany Friedrich Wilhelm Rust. D'Erik Satie n'enregistrà (1971-1972) la integral per a piano sol, cosa que fou reconeguda amb el Gran Premi de l'Académie du disque français; dues dècades després n'enregistrà també les peces per a quatre mans. El 1966 feu la interpretació musical al piano de la banda sonora de la pel·lícula de Robert Bresson Au hasard Balthazar.

## Obres
- Théâtre de minuit.  París: R.p.r., 1945.
- Ishtar.  París: J. Vigneau, 1946.
- Les eaux fourrées.  Rodez: éd. du Lampadaire, 1951.
- Irradiante.  París: le Cercle du Livre, 1954.
- Knecht, François; Barbier, Jean-Joël «[André Jolivet.] Vingt ans après». Monde nouveau, n°94, 11-1955, pàg. 181-186.[4]
- «Les Disques de l'année Mozart - Encore quelques notes à propos de disques». A: Mozart, l'année Mozart en France, livre d'or du bi-centenaire.  París: la Revue musicale, 1956, p. 261-270 i 299-362.
- Dictionnaire des Musiciens Français.  París: Seghers, 1961.[5]
- Au piano avec Érik Satie.  París: Séguier, 1986. ISBN 9782906284111. N'hi ha traducció japonesa ( サティとピアノで /.  Tõkyõ: Riburopõto, 1993. ISBN 9784845707997.)
- Poésie.  Charlieu: La Bartavelle éditeur, 1997. ISBN 9782874400001.
- Debussy.  París: Séguier, 2008. ISBN 9782840495086.
- Obres inèdites: Natacha, L'égoutier de la Concorde, Lassos, Stella (drama líric), Musique d'Yvan Semenoff, Marcel Despart, Œuvres pour piano d'Erik Satie

## Discografia
Selecció
- Déodat de Séverac. Piéces pour piano.  s.l.: Monestier, 1967.
- Erik Satie. Oeuvres pour piano.  París: Disc AZ, 1967.
- Debussy. Préludes.  París: BAM, s.a..
- Friedrich Wilhelm Rust. Sonates.  Valprivas: Centre Culturel, 1978.
- Emmanuel Chabrier. Oeuvres pour piano.  Levallois: Musidisc, 1988.
- Isaac Albeniz. Oeuvres pour piano.  Levallois: Musidisc, 1988.
- Barbier, Jean-Joël (interpretació); Wiener, Jean (interpretació peces a 4 mans). Erik Satie. Intégrale de la musique pour piano.  Levallois: Musidisc, 1990.